# Groupe d'étude et de recherche sur les primates de Madagascar
Le Groupe d’étude et de recherche sur les primates de Madagascar (GERP) est une association à but non lucratif basée à Madagascar qui regroupe près de 200 membres, principalement des scientifiques et des primatologues. Son but est centré sur la conservation des primates lémuriformes de l'île.
Elle a été créée le 5 avril 1994 par le Département de Paléontologie et d’Anthropologie Biologique et du Département de Biologie Animale de l’Université d'Antananarivo et son siège social se situe sur le campus de l'établissement, dans la commune d'Antananarivo. 
L'association poursuit avant tout un objectif de recherche scientifique sur les lémuriens, incluant l'étude de leur répartition géographique, la mise en place de plans de conservation et la participation à la découverte de nouvelles espèces. Elle s'occupe également de transférer les animaux fragilisés par la destruction de leur habitat vers les aires protégées et les parcs zoologiques. La collaboration avec les autres acteurs de la protection des lémuriens œuvrant sur l'île et divers programmes éducatifs des populations locales constituent un autre aspect important de son cahier des charges.
Les travaux de recherche du GERP ont notamment contribué à la reconnaissance de trois nouvelles espèces de microcèbes :
- Microcebus berthae (Microcèbe de Madame Berthe, 2000), ainsi nommé en l'honneur d’un des fondateurs du GERP, le Professeur Berthe Rakotosamimanana.
- Microcebus macarthurii (2008), dédié à la « Fondation MacArthur », le partenaire financier des activités du GERP.
- Microcebus gerpi (2012), dont le nom fait hommage à l'association.